# Basilika Unserer Lieben Frau von Bon-Secours

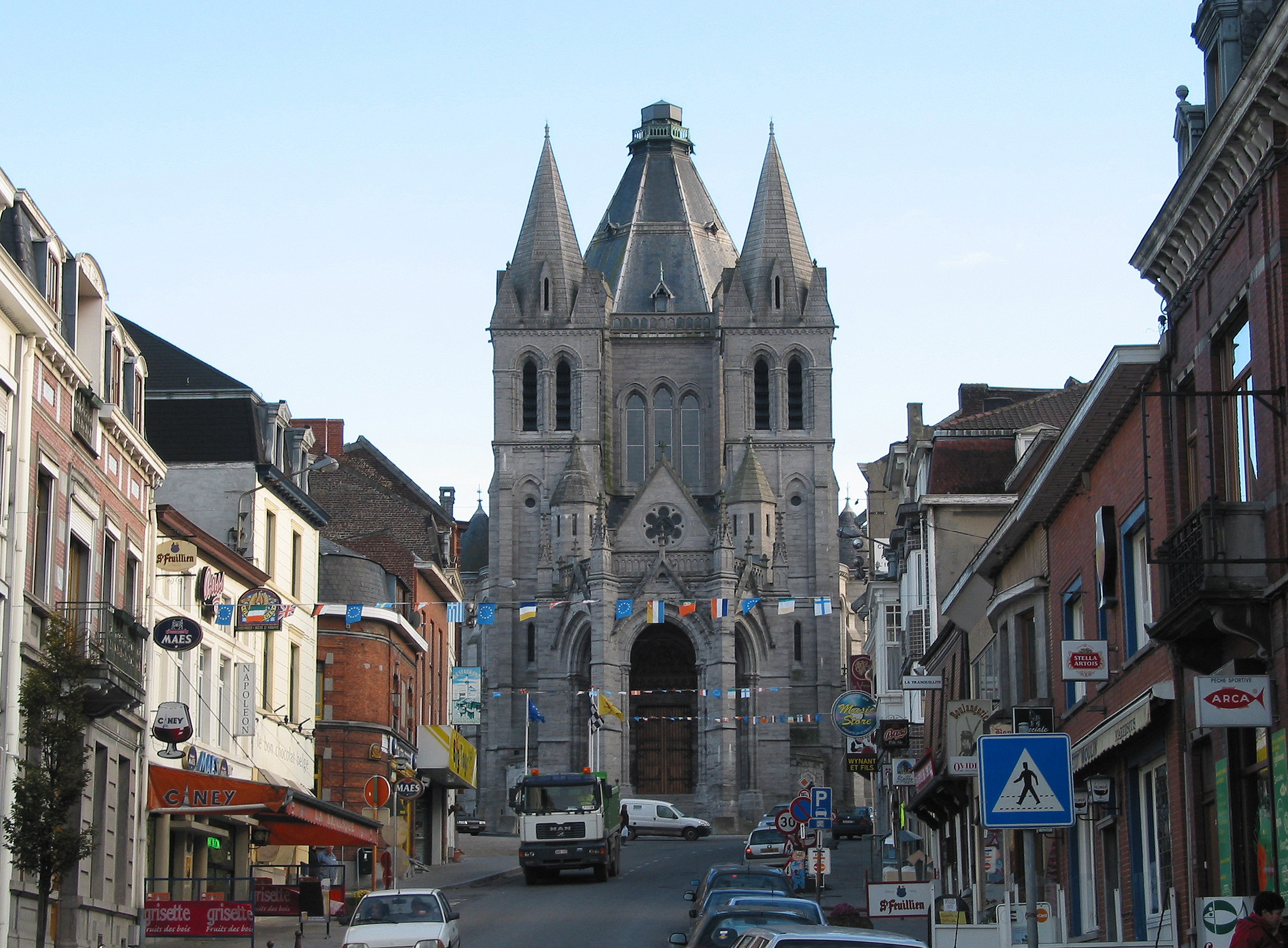
Basilika im Ortszentrum

Die Basilika Unserer Lieben Frau von Bon-Secours (französisch Basilique Notre-Dame de Bon-Secours) ist eine römisch-katholische Wallfahrtskirche in Péruwelz in der Provinz Hennegau der wallonischen Region Belgiens. Die Marienkirche gehört zum Bistum Tournai und hat den Rang einer Basilica minor. Die denkmalgeschützte Kirche im neugotischen Stil aus dem Ende des 19. Jahrhunderts bildet das Zentrum des Ortsteils Bon-Secours unmittelbar an der französischen Grenze und geht auf eine mittelalterliche Wallfahrt zu einer Marienfigur in einer Eiche zurück.

## Geschichte

### Wallfahrt
Eine Eiche auf einem Hügel bildete im Mittelalter den Grenzpunkt zwischen den Gebieten Péruwelz, Blaton und Condé-sur-l’Escaut. An ihr hing eine Statue, die unter dem Namen Unserer Lieben Frau von der Eiche zwischen zwei Gehölzen (französisch Notre-Dame-du-Chêne-Entre-Deux-Bois) vor allem von den Einwohnern von Peruwelz verehrt wurde. Zu Beginn des 17. Jahrhunderts starb die Eiche und das Bildnis ging verloren. Aus dem Holz des umgestürzten Baumes wurde eine neue Statue der Jungfrau Maria mit dem Jesuskind geschnitzt und ein kleiner steinerner Unterstand an der Stelle der Eiche geschaffen. Unter dem Namen Notre-Dame de Bon-Secours wurde die Verehrung wieder aufgenommen, zumal die Pest in der Region die Stadt Péruwelz verschonte.
Im Jahr 1637 übernahmen die Behörden von Péruwelz den Schutz der Marienstatue, worauf eine Kapelle für sie gebaut wurde. Es wurden tägliche Messen gefeiert und  Pilger begannen zu strömen. Die Kapelle wurde zu klein und von 1643 bis 1645 vergrößert, wodurch die alte Kapelle zum Chor der neuen wurde. Die Pilgertraditon hielt auch während der Kriege Ludwigs XIV., den unruhigen Zeiten des 18. Jahrhunderts und der Revolutionszeit an. Es wurden Votivgaben gebracht.
In der zweiten Hälfte des 19. Jahrhunderts erfolgte eine Erneuerung der Wallfahrten auch durch die wachsenden öffentlichen Verkehrsmittel, die Bahnlinie nach Péruwelz, eine Dampfstraßenbahn nach Valenciennes und die Pferdebahn von Péruwelz nach Bon-Secours. Das Dorf wuchs mit Geschäften, Restaurants, Cafés und Familienpensionen. Dazu kam auch ein Kurzentrum für Nervenerkrankungen.

### Neue Kirche
An der Kirche von 1645 standen Ende des 19. Jahrhunderts größere Reparaturen an. Stattdessen wurde ein zeitgemäßer, vergrößerter Neubau beschlossen, der 1885 vom Architekten François Baeckelmans aus Antwerpen begonnen wurde. Nach dem Abriss wurde aus den alten Steinen eine Krypta als Gründung auf dem Hügel errichtet. Der achteckige Bau wurde im neugotischen Stil mit neobyzantinischen Einflüssen errichtet. Nach gutem Baufortschritt wurde die Kirche 1892 geweiht. Im Jahr 1910 verlieh Pius X. der Kirche den Titel einer Basilica minor.

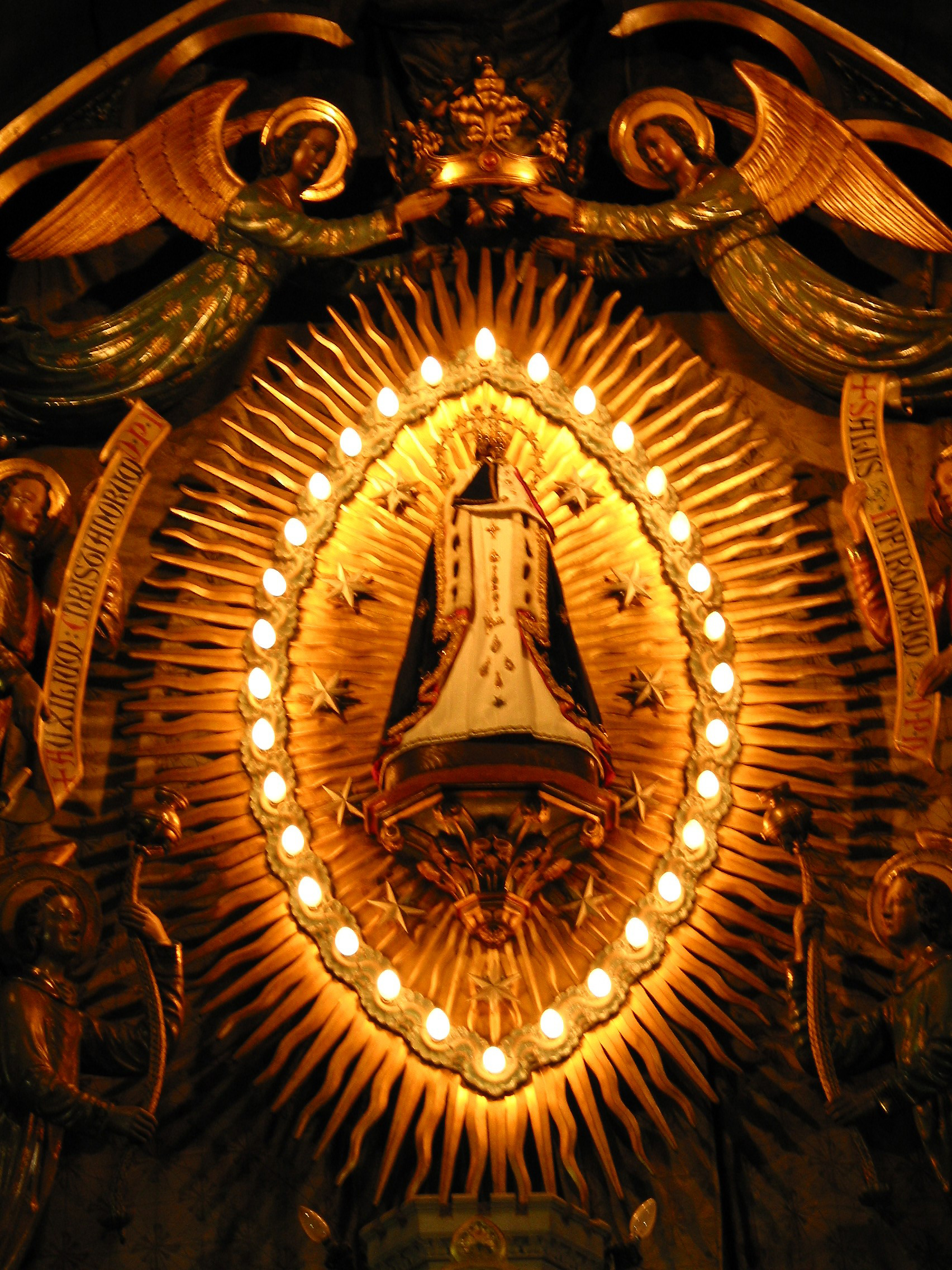
Statue Unsere Liebe Frau von Bon-Secours im Altar

## Ausstattung
Die Kirchenausstattung verweist auf die lange Wallfahrtstradition. Die kleine, ursprüngliche Statue aus der ersten Kapelle dominiert mit ihrer Position im Altar den Chor. Umgeben von Engeln wird sie durch das vielfarbige Ziborium aus Holz hervorgehoben. Sie ist in Seide und Samt gekleidet nach der spanischen Mode des 17. Jahrhunderts. Die Buntglasfenster zeigen die Geschichte von der die Eiche und den nachfolgenden Kapellen. Die Keramik von Max Van Der Linden erzählt das Leben Marias und der Anbetung der Notre-Dame de Bon-Secours.